# 大衛·拉米
大衛·林頓·拉米（英語：David Lindon Lammy；1972年7月19日—），英国工黨籍政治人物、律师，現任外交大臣。自2000年起一直担任托特纳姆地区的国会议员。
拉米出生于英格蘭倫敦霍洛威的一個非裔圭亞那移民家庭，早年就读于彼得伯勒的英皇學校。他在倫敦大學亞非學院学习法律，并于1994年获得律师资格。之後，他在哈佛大学攻读法学硕士学位，成为第一位在哈佛法学院学习的英国黑人。2000年，拉米在伦敦议会短暂擔任議員，随后在2000年托特纳姆补选中当选國會议员。2002年至2010年在兩任工黨首相貝理雅和戈登·布朗內閣先後出任多個國務大臣。
工党在2010年大选中落败，之后的十年里，他一直擔任後座議員。2015年他參加倫敦市長工党候選人选举，但最终位列第四。拉米在2020年工党领袖选举中支持基尔·斯塔默爵士，隨後在其影子内阁中被任命为影子司法大臣和影子大法官。2021年11月，出任影子外交大臣。2024年7月初的大选中工黨大勝，拉米出任新政府的外交大臣。